# Opyłczenec
Opyłczenec (bułg. Опълченец) – wieś w południowej Bułgarii, w obwodzie Stara Zagora, w gminie Bratja Daskałowi. Według danych Narodowego Instytutu Statystycznego, 31 grudnia 2011 roku wieś liczyła 397 mieszkańców. Sobór we wsi odbywa się 40 dni po Wielkanocy.